# 滝野要
滝野 要（たきの かなめ、1996年7月8日 - ）は、三重県飯南郡飯高町（現：松阪市）出身の元プロ野球選手（外野手、内野手）、元野球指導者。右投左打。

## 経歴

### プロ入り前
飯高町立宮前小学校（現：松阪市立）2年時に堂山スポーツ少年団でソフトボールを始め、松阪市立飯高東中学校では松阪ボーイズに所属していた。
大垣日大高校進学後、2年時にサードのレギュラーを掴むと、2年夏の岐阜県大会では、準決勝で本塁打を放ち、春の甲子園ベスト8の県立岐阜商業高校を破った。決勝では4番打者を務め、市立岐阜商業高校も破って、第95回全国高等学校野球選手権大会出場を決めた。開幕戦となった有田工業高校戦は古川侑利から2安打2盗塁を決めるも惜敗した。3年夏は4番レフト兼ピッチャーとして2年連続で第96回全国高等学校野球選手権大会に出場。初戦の藤代高校戦では、4-10の5回途中からロングリリーフし、ヒット1本無失点に抑える好投を見せると、打っては2安打2打点を記録。チームの打線も徐々に盛り返し、最大8点差あった差を8回に逆転。12-10で勝利した。8点差の逆転は甲子園タイ記録であった。2回戦の三重高校戦では先発を任されるも、失策絡みもあり、2回途中4失点でマウンドを降り、チームも敗れた。甲子園通算3試合、打率.333（12打数4安打）、2打点3盗塁。高校のチームメイトには橋本侑樹がおり、橋本とは大学とプロでもチームメイトになった。
大阪商業大学進学後、1年からレギュラーを掴むと、4度のベストナインに輝き、8季中6度の関西六大学野球リーグ優勝に貢献した。3学年先輩には岡田明丈と吉持亮汰、1学年先輩に日下部光、同期には太田光、1学年後輩に橋本侑樹、大西広樹、小野寺暖、3学年後輩に福元悠真がいる。
2018年10月25日に行われたドラフト会議では、中日ドラゴンズから6位指名を受け、11月7日に契約金3000万円、年俸720万円で仮契約を結んだ。背番号は51。

### 中日時代
2019年は、春季キャンプを一軍でスタートしたが、2月19日に友永翔太と共に二軍行きとなった。その後、二軍出場を続けていたが4月に負傷するなど怪我が相次ぎ、一軍出場なしに終わった。10月にはみやざきフェニックス・リーグに参加したが、開幕直後に負傷離脱するなど再び怪我に見舞われ、秋季キャンプもリハビリ組として過ごした。
2020年は、10月16日に初めて一軍登録され、同24日の対東京ヤクルトスワローズ戦で初安打を記録した。その際、同時刻に隣の国立競技場で収録されていた嵐の無観客ライブの収録で使用された花火が上がり、あたかも初安打を祝福しているようだと話題になった。
2021年は、初めて開幕を一軍で迎えた。3月26日の、広島東洋カープとの開幕戦では代打で出場し、安打と初盗塁を記録した。しかし、その後の打撃は低調で、代走や守備固めでの起用が中心となった。6月22日に一軍登録を抹消され、この時点で38試合に出場していたが、打率は1割を切りそうになるほどであった。二軍での調整となるが、7月2日の二軍公式戦以降、試合への出場がなくなる。練習への参加情報すらも出なかったため、様々な臆測を呼んだが、下肢のコンディション不良などの体調不良により、自主練習をしている状況であることが球団より説明された。
2022年1月に川﨑宗則との合同トレーニングに参加し、「野球の技術や経験はもちろん、周りを明るくするプレーだったり声出しであったり、全部吸収したい」と語った。8月5日に一軍に同年初昇格。7日の岐阜県可児市協賛「可児市デー」の試合前の円陣で、当時話題となっていたきつねダンスの音楽に合わせて、自身が考案した「カニダンス」を披露し、この様子が球団公式YouTubeチャンネルにも投稿されて注目を集めた。途中出場ながら5打数3安打を記録していたものの、新型コロナウイルス陽性判定を受け、11日に登録を抹消された。28日に一軍に復帰したあとにも、カニを模したパーティーメガネをかけて「カニダンス」をチームメイトの前で披露し、盛り上げ役として存在感を示した。再昇格後は安打を記録できず、9月8日に登録抹消され、一軍では11試合の出場でシーズンを終えた。二軍では27試合の出場で1本塁打、3盗塁、打率.247の成績だった。10月4日、球団より戦力外通告を受けた。同日に取材を受け、プロ入り後の2019年夏頃から自律神経系の病気を患っていたことを初めて公表し、同様の病気に苦しんだ川﨑にも、1月の合同トレーニングの際に相談していたという。野球を続ける気持ちを示しつつも、「社会で、心の病気と闘っている人に、もっと勉強して発信していきたい」という理由でYouTubeを始める展望を示した。

### 中日退団後
戦力外となった10月4日深夜にYouTubeで第1回の動画を配信し、戦力外当日の様子を収めた内容で80万回の再生を記録。更新頻度も高く、一時は現役時代の月収より高い収益を得た時期もあったが、プロ野球シーズンが開幕すると再生数は減っていったという。
2022年11月26日に自身のYouTubeで名古屋市の社会人野球クラブチームのBLITZに所属することを発表した。2023年1月より本格的に始動するとしていたが、後述の通り、同年中に上京しており、社会人野球選手としての実際の活動があったかは不明瞭である。
2022年12月、東京都渋谷を訪れていた際に日本テレビ『月曜から夜ふかし』の街頭インタビューに出演したことをきっかけとして、同月には芸能プロダクションENPASSに所属し本格的にタレント活動を開始した。戦力外を受けた直後は講演会で自らの経験を語ったり、企業から客寄せ役を任されたりなどしていたが、年明けから目に見えてそのような仕事の依頼は減り、前述のYouTube同様、春頃には仕事の依頼がほぼ無くなってしまった。2023年中には、ENPASSへの所属が確認できなくなっている。
上記の活動以外では、小牧市のバッティングセンターで児童らへの指導を行う他、野球イベントの開催者であるBSO株式会社が運営する野球教室でのコーチも務めていた。
2023年1月より清掃業を開始することをYouTube上で宣言する。もともと掃除が好きで、このときは技術もつてもないただの勢いでの宣言だったが、関東でハウスクリーニングなどを請け負う、東京都港区の株式会社ワザビトの代表から声がかかり、同社に弟子入りする。当初は基本的な技術を身につけたら独立することを考えていたものの、同年9月には同社に正社員として迎え入れられ上京することとなった。上記の通り、様々なものに手を出していたが、最終的には清掃業が本職となっていた。

### 信濃時代
2024年3月9日、信濃グランセローズに練習生として入団することが発表され、4月5日に選手契約に変更された。5月19日の試合中に手から帰塁し、元から切り傷のあった左手中指が翌日に腫れ出した。この時は打撲と診断されたが、その後、左手全体に腫れが広がり、22日夜に緊急外来で受診すると、劇症型溶血性レンサ球菌感染症（人食いバクテリア）の感染が検査で発覚し、長野県内の病院に入院し、手術を受けた。24日に練習生契約に変更となる。29日にも再び手術を受けたのち、6月3日に退院した。4日からチームの練習に合流したものの、左手中指の感覚があまりなく、思うように動かせない状態で、感染症からのリハビリに励むこととなった。選手としては練習生契約のまま、5日に選手兼任で走塁コーチへの就任が発表された。
7月2日、「集英社オンライン」にて信濃入団前の職場である清掃事業会社とのトラブルが報じられ、記事内では滝野は6月24日に取材に応じてトラブルに対しての反論も行っていた。7月3日、滝野自身の申し出により、この報道の出た2日付で信濃を退団したことが発表された。球団によれば、感染症の影響による左手の回復が思わしくなく、野球ができる状態ではないことから退団が決まったとされ、リハビリに集中してまた信濃に戻るつもりがあると話しているという。

### 信濃退団後
上記の報道後はSNSの更新が停止しており、その後の滝野の動向は不明だったが、2025年7月19日にバンテリンドーム ナゴヤの中日応援席で試合を観戦したことをXで報告。その様子の動画を同月22日に自身のYouTubeチャンネルに投稿し、YouTubeチャンネルを再稼働させた。

## 選手としての特徴
高いミート力と巧みなバットコントロールを兼ね備える打撃、50mを5秒9で走る俊足が武器の外野手。

## 人物
幼少期より中日ファンで、ナゴヤドームへ何度も足を運んだという。
理想の選手に、同じく中日ドラゴンズ所属の大島洋平を挙げている。
2021年1月に一般女性と結婚したが、中日から戦力外を受けた後の2023年2月に、自身のYouTubeチャンネルで既に離婚していたことを報告した。

## 詳細情報

### 年度別打撃成績
| 年 度     | 球 団     | 試 合 | 打 席 | 打 数 | 得 点 | 安 打 | 二 塁 打 | 三 塁 打 | 本 塁 打 | 塁 打 | 打 点 | 盗 塁 | 盗 塁 死 | 犠 打 | 犠 飛 | 四 球 | 敬 遠 | 死 球 | 三 振 | 併 殺 打 | 打 率 | 出 塁 率 | 長 打 率 | O P S |
| --------- | --------- | ----- | ----- | ----- | ----- | ----- | -------- | -------- | -------- | ----- | ----- | ----- | -------- | ----- | ----- | ----- | ----- | ----- | ----- | -------- | ----- | -------- | -------- | ----- |
| 2020      | 中日      | 10    | 8     | 7     | 2     | 2     | 0        | 0        | 0        | 2     | 0     | 0     | 0        | 0     | 0     | 1     | 0     | 0     | 1     | 0        | .286  | .375     | .286     | .661  |
| 2021      | 中日      | 38    | 30    | 29    | 6     | 3     | 0        | 1        | 0        | 5     | 0     | 3     | 0        | 0     | 0     | 1     | 0     | 0     | 4     | 0        | .103  | .133     | .172     | .306  |
| 2022      | 中日      | 11    | 10    | 10    | 1     | 3     | 0        | 0        | 0        | 3     | 0     | 1     | 1        | 0     | 0     | 0     | 0     | 0     | 3     | 0        | .300  | .300     | .300     | .600  |
| 通算：3年 | 通算：3年 | 59    | 48    | 46    | 9     | 8     | 0        | 1        | 0        | 10    | 0     | 4     | 1        | 0     | 0     | 2     | 0     | 0     | 8     | 0        | .174  | .208     | .217     | .426  |

### 年度別守備成績
| 年 度 | 球 団 | 一塁  | 一塁  | 一塁  | 一塁  | 一塁  | 一塁     | 二塁  | 二塁  | 二塁  | 二塁  | 二塁  | 二塁     | 三塁  | 三塁  | 三塁  | 三塁  | 三塁  | 三塁     | 外野  | 外野  | 外野  | 外野  | 外野  | 外野     |
| 年 度 | 球 団 | 試 合 | 刺 殺 | 補 殺 | 失 策 | 併 殺 | 守 備 率 | 試 合 | 刺 殺 | 補 殺 | 失 策 | 併 殺 | 守 備 率 | 試 合 | 刺 殺 | 補 殺 | 失 策 | 併 殺 | 守 備 率 | 試 合 | 刺 殺 | 補 殺 | 失 策 | 併 殺 | 守 備 率 |
| ----- | ----- | ----- | ----- | ----- | ----- | ----- | -------- | ----- | ----- | ----- | ----- | ----- | -------- | ----- | ----- | ----- | ----- | ----- | -------- | ----- | ----- | ----- | ----- | ----- | -------- |
| 2020  | 中日  | -     | -     | -     | -     | -     | -        | -     | -     | -     | -     | -     | -        | -     | -     | -     | -     | -     | -        | 5     | 4     | 0     | 0     | 0     | 1.000    |
| 2021  | 中日  | 7     | 18    | 1     | 0     | 2     | 1.000    | -     | -     | -     | -     | -     | -        | -     | -     | -     | -     | -     | -        | 14    | 6     | 0     | 0     | 0     | 1.000    |
| 2022  | 中日  | -     | -     | -     | -     | -     | -        | 2     | 3     | 2     | 0     | 2     | 1.000    | 1     | 0     | 0     | 0     | 0     | ----     | 2     | 0     | 0     | 0     | 0     | ----     |
| 通算  | 通算  | 7     | 18    | 1     | 0     | 2     | 1.000    | 2     | 3     | 2     | 0     | 2     | 1.000    | 1     | 0     | 0     | 0     | 0     | ----     | 21    | 10    | 0     | 0     | 0     | 1.000    |

### 記録
初記録
- 初出場：2020年10月17日、対広島東洋カープ19回戦（MAZDA Zoom-Zoom スタジアム広島）、8回表に木下拓哉の代走で出場
- 初打席：2020年10月18日、対広島東洋カープ20回戦（MAZDA Zoom-Zoom スタジアム広島）、9回表にヘロニモ・フランスアから空振り三振
- 初安打：2020年10月24日、対東京ヤクルトスワローズ22回戦（明治神宮野球場）、6回表に小川泰弘から左前安打
- 初盗塁：2021年3月26日、対広島東洋カープ1回戦（MAZDA Zoom-Zoom スタジアム広島）、6回表に二盗（投手：大瀬良大地、捕手：會澤翼）

### 背番号
- 51（2019年 - 2022年）
- 28（2024年 - 同年7月2日）

### 動画
1. ↑  「【超速報】元中日ドラゴンズの滝野要から重大発表!!!!」『滝野要』YouTube、2022年11月26日。2023年1月12日閲覧。
2. ↑  「【戦力外通告男】元プロ野球選手の新たな挑戦。その内容とは⁉」『滝野要』YouTube、2023年1月9日。2023年1月9日閲覧。